# Partido WINAQ
El Movimiento político Winaq es un partido político guatemalteco indigenista de centroizquierda, fundado por la líder indígena y Premio Nobel de la Paz de 1992 Rigoberta Menchú.

## Ideología
El partido “Movimiento Político WINAQ” está constituido desde la pluralidad y visión de los guatemaltecos y guatemaltecas. Retoma la filosofía “poder del pueblo” con el fin de transformar el régimen político en una democracia que se corresponda con la realidad de las personas, comunidades y pueblos que coexisten en el país. Cuyo propósito fundamental es transformar el Estado y la sociedad desde una perspectiva ética, incluyente, participativa y pluricultural, sobre la base de los derechos humanos y a los derechos concernientes a los pueblos indígenas.
WINAQ significa ser humano integral, es el ser humano completo. Define a la mujer y al hombre en la dimensión más profunda e integral. La Persona es parte del cosmos, de la naturaleza y de la sociedad, cuya cualidad es ser el sujeto que siente, piensa, expresa y actúa. Es la expresión de los hombres y mujeres mayas, ladino-mestizo, garífunas y xinkas cuya misión es cambiar una realidad injusta, racista, carente de oportunidades y perversa a una situación equitativa, llena de oportunidades, sin exclusión ni marginación.
WINAQ admite las creencias evangélicas, católicas, carismáticas, y la espiritualidad maya. Toda persona tiene derecho a practicar su religión o creencia y el respeto debido a la dignidad de la jerarquía y a los fieles de otros credos existentes en Guatemala.
En 2023, el candidato presidencial Amílcar Pop expresó que Winaq no plantea un gobierno «etnocéntrico o indigenista».

## Elecciones
En las elecciones generales de 2007 el comité pro-formación de Winaq participó junto al partido Encuentro por Guatemala, postulando a Rigoberta Menchú como candidata presidencial. La alianza obtuvo el séptimo lugar en las preferencias electorales.
En las elecciones generales de 2011 la izquierda guatemalteca crea la alianza denominada Frente Amplio, constituida por los partidos políticos Unidad Revolucionaria Nacional Guatemalteca (URNG-MAIZ), Alternativa Nueva Nación (ANN), Winaq y el comité pro-formación del Movimiento Nueva República (MNR). De forma unánime se proclamó a Rigoberta Menchú como candidata presidencial y a Anibal García como candidato vicepresidencial obteniendo muy escasos votos (cerca del 3%).

## Candidatos a la Presidencia de Guatemala
| Año electoral | Candidato             | 1.ª vuelta     | 1.ª vuelta  | 2.ª vuelta     | 2.ª vuelta |
| Año electoral | Candidato             | Total de votos | Porcentaje  | Total de votos | Porcentaje |
| ------------- | --------------------- | -------------- | ----------- | -------------- | ---------- |
| 2011          | Rigoberta Menchú      | 146.353        | 3,27% (6°)  |                |            |
| 2015          | Miguel Ángel Sandoval | 103.300        | 2,11% (11°) |                |            |
| 2019          | Manuel Villacorta     | 229.466        | 5,22% (7°)  |                |            |
| 2023          | Amílcar Pop           | 88.211         | 2,09% (10°) |                |            |